# Laguna Hedionda
Laguna Hedionda (in italiano dallo spagnolo: lago fetido) è un lago salato situato nella provincia di Nor Lípez, Dipartimento di Potosí, in Bolivia. Lo specchio d'acqua si trova ad un'altitudine di 4.100 metri s.l.m. e copre una superficie totale di 4,5 km².